# Matthias Theodor Kloft
Matthias Theodor Kloft (* 5. September 1959 in Bonn; † 23. Oktober 2024 in Frankfurt am Main) war ein deutscher römisch-katholischer Geistlicher, Theologe und Kirchenhistoriker.

## Leben
Matthias Kloft, wie der Journalist Michael Kloft einer von vier Söhnen von Gertrud Kloft, geborene Horn, und des Juristen Alfred Kloft (* 1922; ab 1952 Ministerialdirigent und Referent im Presse- und Informationsamt der Bundesregierung, zuvor Richter am Landgericht Limburg), studierte von 1978 bis 1980 katholische Theologie und Orientalistik in Bonn. Nach dem Vordiplom wechselte er an die Philosophisch-Theologische Hochschule Sankt Georgen in Frankfurt am Main und legte dort die Diplomprüfung ab. In seiner Diplomarbeit, die er 1983 bei Klaus Schatz verfasste, ging er der Frage des Verhältnisses von Staat und Kirche in Hessen-Nassau nach. 
Am 8. Dezember 1984 wurde er von Bischof Franz Kamphaus im Limburger Dom zum Priester geweiht. Nach einem Seelsorgspraktikum und einer Kaplansstelle wurde er vom Bischof freigestellt und absolvierte von 1988 bis 1992 ein Promotionsstudium in katholischer Theologie und mittlerer und neuerer Geschichte an der Universität Münster, wo er 1992 promoviert  wurde. Seine bei Arnold Angenendt angefertigte Dissertation trägt den Titel Oratores vestri monent. Eure Beter mahnen. Das Bischofsamt des karolingischen Reiches im Spiegel juristischer und theologischer Texte. 
Kloft war von 1992 bis 1995 als Domkaplan am Kaiserdom St. Bartholomäus eingesetzt und erhielt vom Bistum den Auftrag, an der Vorbereitung des Frankfurter Konzils- und Stadtjubiläums 1994 mitzuwirken. Ab 1994 war er Vorstandsmitglied der Gesellschaft für mittelrheinische Kirchengeschichte. Von 1995 bis 2014 war er Pfarrer der Pfarrei Herz Jesu in Frankfurt-Eckenheim. Ab 1996 hatte er kirchengeschichtliche Lehraufträge an der Philosophisch-Theologischen Hochschule Sankt Georgen (seit 1996), der Goethe-Universität (2001 bis 2003 sowie seit 2006), der Universität Gießen (seit 2008) und an der TU Darmstadt (2009). Er arbeitete am Projekt Germania Sacra, im DFG-ANR-Projekt Hludovicus – Produktivität einer Krise. Die Regierungszeit Ludwigs des Frommen (814–840) und die Transformation des karolingischen Imperiums (2008–2011) und im Projektcluster Jüdisches Heiliges Römisches Reich (ab 2009). Ab 2003 war er stellvertretender Direktor des Dommuseums Frankfurt. Am 23. September 2010 wurde er zum Honorarprofessor für Kirchengeschichte am Fachbereich Katholische Theologie der Goethe-Universität ernannt. Ab 2013 war er Diözesankonservator der Diözese Limburg, ab 2015 Abteilungsleiter „Kunst und Museen“ des Bistums Limburg und Direktor des Diözesanmuseums Limburg. Zudem war er Reliquienbeauftragter des Bischofs von Limburg. Mit der Gründung der Forschungsstelle für die Geschichte des Bistums Limburg an der Professur für Kirchengeschichte der Goethe-Universität Frankfurt war er Mitglied des dortigen Forschungsteams und übernahm von 2020 bis 2022 kommissarisch die Leitung der Forschungsstelle.
Seine Arbeitsschwerpunkte waren regional- und landesgeschichtliche Themen der Kirchengeschichte Hessens und Nassaus, des Bistums Limburg und der Stadt Frankfurt. Er war berufenes Mitglied der Hessischen Historischen Kommission Darmstadt (2009), der Historischen Kommission für Nassau (2004) und der Gesellschaft zur Erforschung der jüdischen Geschichte (1995). Von 2004 bis 2008 war er Mitglied des Landesdenkmalrates Hessen.
Matthias Theodor Kloft starb unerwartet am 23. Oktober 2024 im Alter von 65 Jahren in Frankfurt am Main. Am 6. November 2024 wurde er auf dem Friedhof in Niederzeuzheim beigesetzt.

## Veröffentlichungen (Auswahl)
- Mit Alois Staudt und Dieter Klug: Die katholische Kirche im Bezirk Limburg. Bensemann, Hadamar 1986, ISBN 3-9800486-4-0.
- Die Marienbilder in der Liebfrauenkirche Frankfurt am Main. Kunstverlag Fink, Lindenberg 1999, ISBN 3-933784-38-7.
- Dom und Domschatz in Limburg an der Lahn (= Die blauen Bücher). Langewiesche, Königstein im Taunus 2004, ISBN 3-7845-4825-3.
- Der Dom Limburg an der Lahn (= Kunstdenkmäler im Bistum Limburg. Band 1) (= Kleine Kunstführer. Band 590). Schnell + Steiner, Regensburg 2015, ISBN 978-3-7954-4365-8.
- Stadtkirche St. Sebastian Limburg a.d. Lahn (= Kleine Kunstführer. Band 2854). Schnell + Steiner, Regensburg 2016, ISBN 3-7954-7038-2.